# Vitalij Boets
Vitalij Boets (Oekraïens: Віталій Буц) (Mykolajiv, 24 oktober 1986) is een Oekraïens voormalig wielrenner die anno 2023 als monteur actief is bij UAE Team Emirates.

## Overwinningen
2008
6e etappe Giro delle Regioni
Eindklassement Giro delle Regione
2009
1e etappe Ronde van Hainan
2013
4e etappe Grote Prijs van Sotsji
Eindklassement Grote Prijs van Sotsji
3e etappe Grote Prijs van Adygea
Mayor Cup
1e etappe Vijf ringen van Moskou
Puntenklassement Vijf ringen van Moskou
1e (ploegentijdrit) en 5e etappe Ronde van Roemenië
Eindklassement Ronde van Roemenië
1e etappe Ronde van Szeklerland
1e etappe deel B en 5e etappe Ronde van Bulgarije
2014
5e etappe Grote Prijs van Sotsji
Race Horizon Park 1
 Oekraïens kampioen op de weg, Elite
4e etappe Ronde van China I
2015
4e etappe Ronde van Mersin
Puntenklassement Ronde van Mersin
Grote Prijs van Vinnytsja
Odessa GP 2
1e en 2e etappe Black Sea Cycling Tour
Eind- en puntenklassement Black Sea Cycling Tour
2016
Belgrado-Banja Luka I
Horizon Park Race for Peace
2e etappe deel A Ronde van Oekraïne (ploegentijdrit)
4e etappe Ronde van het Qinghaimeer
6e etappe Ronde van Bulgarije
2017
1e etappe Ronde van Oekraïne
Eind- en puntenklassement Ronde van Oekraïne
 Oekraïens kampioen op de weg, Elite
1e, 2e en 3e etappe Ronde van Bulgarije-Zuid
Eindklassement Ronde van Bulgarije-Zuid
2018
2e etappe Ronde van Małopolska
2020
Grand Prix Velo Erciyes
2021
Bergklassement Ronde van Turkije

## Resultaten in voornaamste wedstrijden
| Jaar | Ronde van Italië | Ronde van Frankrijk | Ronde van Spanje |
| ---- | ---------------- | ------------------- | ---------------- |
| 2009 |                  |                     | opgave           |
| 2010 |                  |                     |                  |
| 2011 |                  |                     |                  |
| 2012 |                  |                     |                  |
| 2013 |                  |                     |                  |
| 2014 |                  |                     |                  |
| 2015 |                  |                     |                  |
| 2016 |                  |                     |                  |
| 2022 |                  |                     |                  |

| Jaar | Ronde van Vlaanderen | Parijs-Roubaix |  | WK op de weg |
| ---- | -------------------- | -------------- |  | ------------ |
| 2009 |                      |                |  |              |
| 2010 | opgave               | opgave         |  |              |
| 2011 | opgave               | opgave         |  |              |
| 2012 | opgave               | opgave         |  | opgave       |
| 2013 |                      |                |  | opgave       |
| 2014 |                      |                |  |              |
| 2015 |                      |                |  | opgave       |
| 2016 |                      |                |  | opgave       |
| 2022 |                      |                |  | opgave       |

## Ploegen
- 2008 –  Lampre (stagiair vanaf 1-8)
- 2009 –  Lampre-NGC
- 2010 –  Lampre-Farnese Vini
- 2011 –  Lampre-ISD
- 2012 –  Lampre-ISD
- 2013 –  Kolss Cycling Team
- 2014 –  Kolss Cycling Team
- 2015 –  Kolss-BDC Team
- 2016 –  Kolss-BDC Team
- 2017 –  Kolss Cycling Team
- 2018 –  Team Hurom
- 2019 –  Kyiv Capital Team
- 2020 –  Shenzhen Xidesheng Cycling Team (tot 30-6)
- 2021 –  Salcano Sakarya BB Team
- 2022 –  Sakarya BB Pro Team

Wielerploegen van Vitalij Boets
Baldato ·
Ballan  ·
Bandiera ·
Bindi · 
Bono ·   
Bossoni ·  
Bruseghin ·
Cunego ·
Fornaciari · 
Gavazzi ·
Grendene · 
Longo ·
Loosli ·
Lorenzetto ·
Marzano ·
Mori ·
Murro ·
Napolitano ·
Pelánek · 
Righi ·
Santambrogio ·
Špilak ·
Szmyd · 
Tiralongo ·
Vila ·
Boets (stagiair) ·
Dabrowski (stagiair) ·
Saronni (stagiair)
Ballan  ·
Bandiera ·
Bindi ·
Boets · 
Bono ·     
Bruseghin ·
Caucchioli ·
Cunego ·
Da Dalto · 
Furlan ·
Gasparotto ·
Gavazzi ·
Grendene · 
Loosli ·
Lorenzetto ·
Magazzini ·
Marzano ·
Manuele Mori ·
Massimiliano Mori ·
Ponzi ·
Righi ·
Santambrogio ·
Sapa ·
Špilak ·
Tiralongo ·
Tomei ·
Zagorodni ·
Malori (stagiair)
Balloni ·
Bernucci ·
Boets · 
Bole ·
Bono ·     
Cunego ·
Da Dalto · 
Furlan ·
Gavazzi ·
Grendene · 
Hondo ·
Kasjetsjkin ·
Loosli ·
Lorenzetto ·
Magazzini ·
Malori ·
Marzano ·
Mori ·
Petacchi ·
Pietropolli ·
Ponzi ·
Righi ·
Sapa ·
Simoni (tot 31/05) ·
Spezialetti ·
Špilak ·
Ulissi ·
Pasqualon (stagiair) ·
Rabottini (stagiair) ·
Rocchetti (stagiair)
Balloni ·
Bertagnolli ·
Boets · 
Bole ·
Bono ·     
Cunego ·
Gavazzi ·
Hondo ·
Kasjetsjkin (tot 31/07) ·
Kondroet ·
Kostjoek ·
Kryvtsov ·
Kvatsjoek ·
Loosli ·
Magazzini ·
Malori ·
Marzano ·
Mori ·
Niemiec ·
Pérez ·
Petacchi ·
Pietropolli ·
Righi ·
Scarponi ·
Spezialetti ·
Špilak ·
Szeghalmi ·
Ulissi ·
Graziato (stagiair) ·
Tedeschi (stagiair) ·
Tiozzo (stagiair)
Anacona ·
Bertagnolli ·
Boets · 
Bole ·
Bono ·  
Cimolai ·   
Cunego ·
Graziato ·
Hondo ·
Kostjoek ·
D. Kryvtsov ·
J. Krivtsov ·
Kvatsjoek ·
Lloyd ·
Malori ·
Marzano ·
Mori ·
Niemiec ·
Petacchi ·
Pietropolli ·
Possoni ·
Righi ·
Scarponi ·
Sjejdyk ·
Spezialetti ·
Stortoni ·
Ulissi ·
Viganò ·
Cattaneo (stagiair) ·
Viola (stagiair) ·
Wackermann (stagiair)
Aniołkowski · Bartkiewicz · Boets · Gutek · Kaczmarek · Kloc · Konieczny · Latoń · Manowski · Piaskowy · Vasyljoek